# Erhard Quack
Erhard Quack (Trippstadt, 4 januari 1904 – Speyer, 29 december 1983) was een Duits kerklieddichter en -componist.

## Biografie
Quack studeerde muziek in Mannheim en Karlsruhe tot 1935. Hij werkte sinds 1931 als organist in Schifferstadt en in 1941 werd hij domkapelmeester in Speyer. Bovendien was hij leraar aan een volkshogeschool en behoorde tot de kerkmusici, die belangrijke invloed uitoefenden op het Duitse liturgische gezang. Tot 1969 leidde hij het Bischöfliches Kirchenmusikalisches Institut in Speyer, dat door hem was opgericht. Van 1952 tot 1957 was hij redacteur en tot 1972 uitgever van het tijdschrift Musik und Altar. Hij behoorde tot de oprichters van Universa Laus, een internationale studiekring voor gezang en muziek. Ook schreef Quack enige liederen voor de katholieke liedbundel Gotteslob en zette taltijke Gemeindeverse op muziek voor antifonale gezangen, die in het Gotteslob werden gezet.

## Publicaties (selectie)
- Gott, der nach seinem Bilde (GL 74; tekst naar Huub Oosterhuis)
- Gottes Lamm Herr Jesu Christ (GL 161; tekst en melodie)
- Singet Lob unserm Gott (GL 260; tekst van Georg Thurmair)
- Herr, erbarme dich (GL 453)
- Herr, erbarme dich unser (GL 454)
- Ehre dir, Gott im heilgen Thron (GL 456; melodie van Caspar Ulenberg)
- Heilig ist Gott in Herrlichkeit (GL 469; melodie van Caspar Ulenberg)
- Heilig, heilig (GL 481; tekst van de liturgie)
- Lamm Gottes (GL 492; tekst van de liturgie)
- Lob sei dem Herrn (GL 493; tekst – met Manuel Thomas – en melodie)
- O Heiland, Herr der Herrlichkeit (GL 515; melodie van Johann Leisentrit)
- Sei gelobt, Herr Jesus Christ (GL 540; tekst van Georg Thurmair)
- Komm Herr Jesu komm zur Erde (GL 565; tekst van Georg Thurmair)
- Gelobt sei Gott in aller Welt (GL 610; tekst van Maria Luise Thurmair)
- In Jubel, Herr, wir dich erheben (GL 611; tekst van Maria Luise Thurmair)
- Herr, sei gelobt durch deinen Knecht (GL 612; tekst van Maria Luise Thurmair)
- Lasst uns loben, Brüder, loben (GL 637; tekst van Georg Thurmair)